# Nosologie
Nosologie (von altgriechisch νόσος nosos, deutsch ‚Krankheit‘ und -λογος -logos, -logie, deutsch ‚Wort‘, ‚Lehre‘), auch Krankheitslehre, ist die Lehre von der medizinischen Einteilung der Erkrankungen. Die Nosologie war zeitweise ein Teilgebiet der Pathologie. Das Adjektiv zu Nosologie lautet nosologisch = die Nosologie betreffend; Krankheiten systematisch beschreibend.
Eine systematisch vorgehende Nosologie umfasst möglichst alle Methoden der Erforschung und Erkennung von Krankheitsprozessen (Diagnose bzw. Diagnostik), um damit zur detaillierten wissenschaftlichen Beschreibung von validen Krankheitseinheiten beizutragen.

## Kriterien
Die Einteilung, Benennung und Erkennung (Diagnose) einer Krankheit kann nach folgenden Gesichtspunkten erfolgen:
- nach Symptomen (Symptomatologie),
- nach Beobachtung des Krankheitsverlaufs und der Vorhersage des Ausgangs einer Krankheit (Prognose),
- nach der Häufigkeit (Epidemiologie),
- nach pathologisch-anatomischen Befunden (Pathologie),
- nach spezifischen gestörten Funktionen (Pathophysiologie),
- nach Entstehung und Entwicklung einer Krankheit (Pathogenese),
- nach bildgebenden Verfahren bei einem betroffenen Organ,
- nach der Ursache (Ätiologie),
- nach dem Ansprechen auf bestimmte Therapien (ex iuvantibus, ‚Klärung der Diagnose vom Heilerfolg her‘).

Die Vereinigung von abstrakter Kategorisierung und konkreter nosographischer Detailgenauigkeit ist ein in sich gegensätzliches Verfahren und wird daher als Fiktion betrachtet. Die Abgrenzung und Nomenklatur unterschiedlicher Krankheitseinheiten im Verlauf der Medizingeschichte entspricht jedoch auf rein sprachlicher Ebene dem Vorgang der Begriffsbildung, siehe Semiologie, Etymologie und Erkenntnistheorie.

## Medizingeschichtliche Problematik
Die grundlegende Krankheitslehre von der Antike bis in die Neuzeit war die Humoralpathologie, welche als Ursache der Krankheiten eine fehlerhafte Zusammensetzung bzw. Mischung der Körpersäfte postulierte und Krankheiten dementsprechend einteilte. Ein Vorreiter der sogenannten natürlichen nosologischen Systeme war Mnesitheos von Athen, der im 4. Jahrhundert den Versuch gemacht hatte, die Krankheiten nach ihrem Wesen nach Arten, Gattungen und Individualitäten zu differenzieren. Nach dem Vorbild der botanischen Namensgebung wurden Krankheiten erstmals im 18. Jahrhundert durch den Arzt und Botaniker Sauvages in Montpellier klassifiziert. Diesen traditionellen medizinischen Anschauungen sind jedoch diejenigen der Psychopathologie gegenüberzustellen, wie sie auch von der Psychosomatik vertreten werden. In diesen Teilgebieten werden unterschiedliche Theorien der Krankheitsentstehung vertreten, die sich praktisch in ihrer Methodik voneinander unterscheiden und auf das von der Philosophie behandelte Leib-Seele-Problem zurückgehen. Sowohl in der Pathologie als auch in der Psychopathologie wird jedoch bei der Entstehung von Krankheiten von mangelnder Anpassung oder Adaptation auf Anforderungen und Belastungen gesprochen (Noxen, Stressoren, Traumata).

## Verschiedene Klassifikationssysteme
Verschiedene Klassifikationsmöglichkeiten einzelner Erscheinungsformen werden gleichzeitig miteinander bzw. parallel angewandt.
Das verbreitetste Klassifikationssystem ist die ICD der Weltgesundheitsorganisation (WHO). Die von der WHO vertretene Definition von Gesundheit als „Zustand völligen körperlichen, seelischen und sozialen Wohlbefindens“ ist für die Definition des Krankheitsbegriffs als Störung von Gesundheit zu beachten. Diese Definition nennt sich auch kurz das bio-psycho-soziale Krankheitsmodell, wobei die Hierarchie dieser Stufenleiter zu berücksichtigen ist (vgl. Situationskreis). Das Instrument der WHO ist in seiner ureigenen Intention bei der Abhandlung psychiatrischer Sachverhalte eher deskriptiv-pragmatisch (symptomatologisch) ausgerichtet und weist daher gewisse notwendige Nachteile bei der Berücksichtigung anderer nosologischer Gesichtspunkte auf.
Als Modell einer Klassifikation nach ätiologischen Gesichtspunkten sei das psychiatriegeschichtlich relevante triadische System der klassischen deutschen Psychiatrie genannt. Im Unterschied zu einer symptomorientierten Klassifikation (Querschnittsaspekt) ist die verlaufsorientierte Klassifikation (Längsschnittaspekt) als eine am Krankheitsverlauf orientierte Einteilung aufzufassen. Ein Beispiel dafür ist etwa die Unterscheidung der Dementia praecox von anderen Demenzen und von den Paraphrenien (vgl. auch die unterschiedlichen Schizophreniekonzepte).
In der Schweizer Armee wird die sogenannte Nosologia Militaris verwendet.

## Kritik
Bei operationalisierten Vorgehensweisen, wie dies die Inventare der WHO nahelegen, ist immer auch a) die Wandelbarkeit der Theorie und b) der Zeitfaktor der Krankheitsentwicklung zu beachten. Vor allem dieser Zeitfaktor ist es, der ein prinzipielles Problem für sogenannte Querschnittsdiagnosen darstellt. Nach dem operationalisierten Vorgehen werden zu einem ganz bestimmten Zeitpunkt erhobene Befunde mehr oder weniger „automatisch“ zu einer Diagnose zusammengefasst. Diese kann – zumindest in Krankenunterlagen – fälschlich einen jeweils „bleibenden Charakter“ vortäuschen. Gerade wenn es um subjektabhängige diagnostische Beurteilungen geht, stellen operationalisierende Vorgehensweisen eine gewisse Gefahr dar, indem sie den Entwicklungsaspekt nicht genügend berücksichtigen.
Dies spielt namentlich in der Psychiatrie eine große Rolle. Siehe dazu insbesondere die Diskussion um die scheinbare Relativierung des Neurosebegriffs zugunsten allzu pragmatischer Vorgehensweisen sowie den psychosomatischen Einwand des Maschinenparadigmas. Die allzu starke Ausrichtung auf eine allein deskriptiv-symptomatologisch orientierte Krankheitsdiagnostik hat zur Entwicklung des multiaxialen Systems geführt. Diese Achsen werden in nachfolgender Aufstellung erläutert. Damit wird auch prinzipiellen erkenntnistheoretischen Vorbehalten zum Thema Objektivität der Wissenschaften Rechnung getragen. Auch ein Leitsatz von Karl R. Popper sei hier zitiert: “Clinical observations like all other observations are interpretations in the light of theories.” (deutsch: „Klinische Beobachtungen sind, wie alle Beobachtungen, Interpretationen im Licht der Theorien.“)

Multiaxiales System nach ICD-10
- Achse 1a: Psychiatrische Erkrankungen
- Achse 1b: Somatische Erkrankungen
- Achse II: Soziale Behinderungen (Beeinträchtigungen der psychosozialen Funktionsfähigkeit)
- Achse III: Faktoren der sozialen Umgebung und der individuellen Lebensbewältigung gemäß Kapitel XXI (Z) der ICD-10 (Belastungsfaktoren)[9]

1996 wurde ein neues Multiaxiales System entwickelt. Zur Kritik sei auf den Abschnitt Weblinks verwiesen. — Praktische Bedeutung hat die Kritik am Krankheitsbegriff der klassischen deutschen Psychiatrie gewonnen, da die Kriterien der Achse II und III nicht berücksichtigt worden seien. Vielmehr sei ein biologistisches Paradigma praktiziert worden, das zu den Entgleisungen der Erblichkeitshypothese (Endogenität) und damit zum Verzicht auf therapeutische Bemühungen geführt habe, vgl. auch  den Begriff der Peripherisierung.